# Tilly-Kran

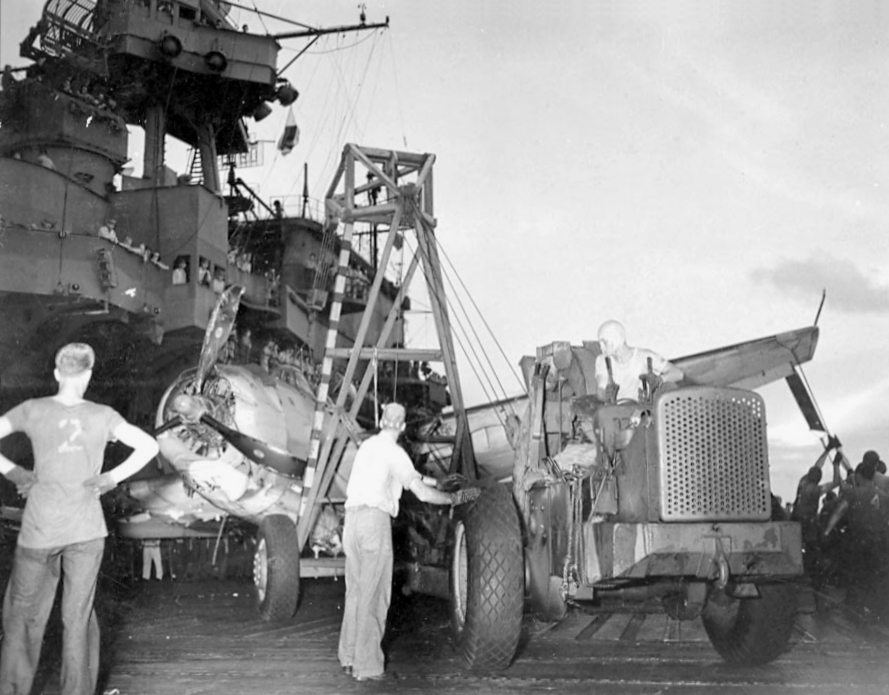
Ein Navy tractor zieht auf der USS Enterprise (CV-6) eine beschädigte Grumman TBF-1 Avenger (1944)

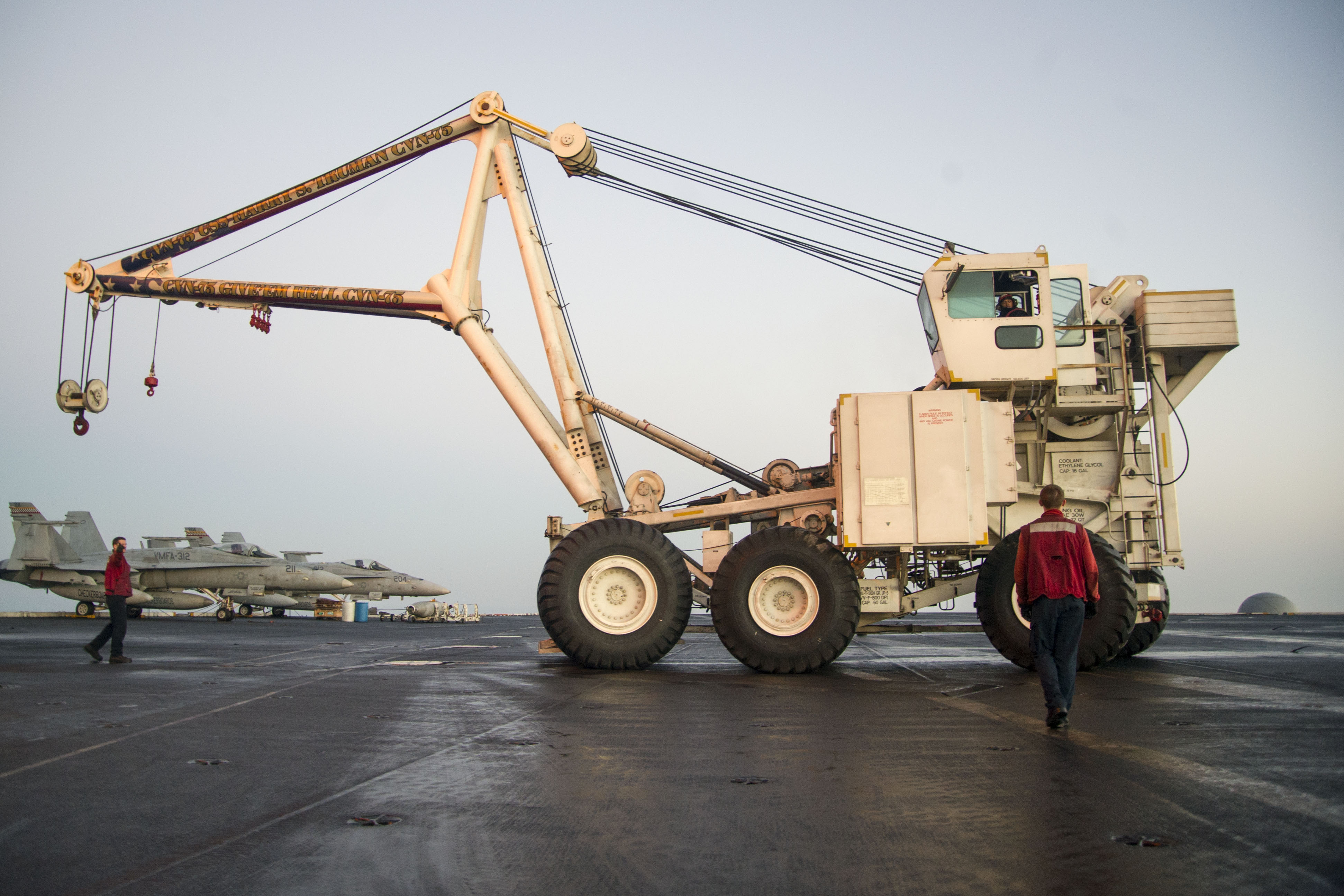
A/S32A-35

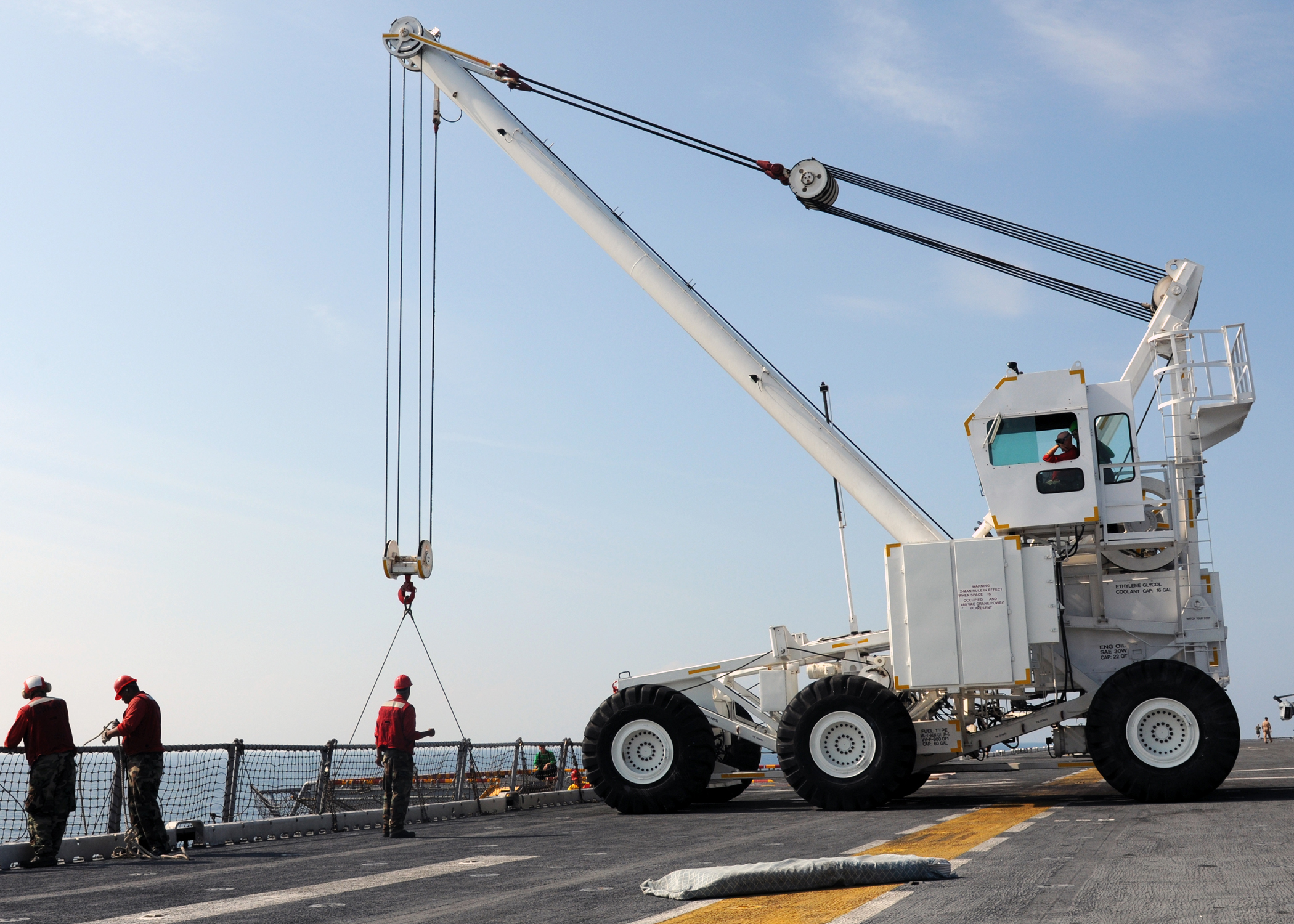
A/S32A-36

Tilly (auch Tilley oder Tillie, wohl von Utility) ist die umgangssprachliche Bezeichnung für Kranfahrzeuge auf US-amerikanischen Flugdeck-Schiffen. Gängige Bezeichnungen sind Aircraft Crash Handling and Salvage Crane, Flight Deck Crash Crane oder Shipboard Crash Crane. Das Fahrzeug stellt einen wichtigen und unverzichtbaren Bestandteil der Bergungs- und Unfallmannschaften dar.
Der Kran wird dazu verwendet, um verunglückte oder beschädigte Flugzeuge schnellstmöglich, auch bei schwierigen Witterungsbedingungen und Schiffsbewegung, von der Landebahn zu entfernen. Außerdem wird der Kran für das Bewegen schwerer Lasten, z. B. bei der Wartung der Luftfahrzeuge, verwendet. Ist der Tilly nicht einsatzfähig, wird bis zu seiner Reparatur sämtlicher Flugbetrieb auf dem Flugdeck eingestellt.
Von diesem Art Kran gibt es derzeit an Bord US-amerikanischer Kriegsschiffe zwei Typen, den A/S 32A-35 Aircraft Carrier Crash Crane (CVCC, für Flugzeugträger) und den A/S 32A-36 Amphibious Assault Crash Crane (AACC, für Amphibische Angriffsschiffe). Der A/S 32A-35 wurde 1989 eingeführt und ersetzte den NS-60/50; der A/S 32A-36 wurde 1993 eingeführt und ersetzte den HCC-30/50. Von März 1996 bis Juni 1997 wurde in der Naval Air Station Patuxent River ein Modernisierungsprogramm durchgeführt. Dabei wurden der Motorantrieb und verbundene Systeme, aufgrund häufiger Pannen, verbessert. Die Bezeichnung für die modernisierten Kräne änderte sich auf A/S 32A-35A bzw. and A/S 32A-36A.
Die Fahrzeuge sind mit einem dieselelektrischer Antrieb von Detroit Diesel ausgestattet. Der flüssigkeitsgekühlte turboaufgeladene Sechszylinder treibt einen Generator an. Der Generator erzeugt Strom für die Elektromotoren für Fahrzeugbewegung, den Kranausleger und den Elektroseilzug an. Von den drei Achsen mit sechs luftgefederten Reifen wird die Mittel- und Hinterachse jeweils von einem Elektromotor angetrieben. Die maximale Geschwindigkeit beträgt 8 km/h. Die hydraulische Lenkung erfolgt über die Vorder- und Hinterräder. Dabei dreht die Hinterachse in der gegensätzlichen Richtung zu der Vorderachse, um so einen kleinen Wendekreis zu ermöglichen. Da die Fahrzeug die ganze Zeit auf dem Flugdeck verbleiben, sind sie gegen Korrosion aufgrund Einwirkung von Salzwasser geschützt. Das Fahrzeug kann von der Kabine oder über Fernsteuerung bedient werden.
Aircraft Carrier Crash Crane und Amphibious Assault Crash Crane unterscheiden sich hauptsächlich durch den Kranaufbau. Der A/S32A-35 hat die Abmessungen 10,4 m Länge × 4,9 m Breite × 10,2 m Höhe bei einem Gewicht von 60.550 kg. Der Kran hat eine maximales Traggewicht von 34.000 kg mit der Hauptwinde und 4.500 kg mit der Hilfswinde. Der A/S32A-36 hat die Abmessungen 9,1 m Länge × 4,6 m Breite × 7,6 m Höhe bei einem Gewicht von 41.500 kg. Der Kran hat eine maximales Traggewicht von 32.000 kg.